# Liste der Monuments historiques in Rethondes
Die Liste der Monuments historiques in Rethondes führt die Monuments historiques in der französischen Gemeinde Rethondes auf.

## Liste der Bauwerke
| Bezeichnung                       | Beschreibung              | Standort | Kennzeichnung | Schutzstatus | Datum | Bild |
| --------------------------------- | ------------------------- | -------- | ------------- | ------------ | ----- | ---- |
| Ehemaliges Priorat                | Erbaut im 12. Jahrhundert |          | PA60000086    | Inscrit      | 1913  |      |
| Kirche Notre-Dame-de-l’Assomption | Erbaut im 12. Jahrhundert |          | PA00114835    | Inscrit      | 1927  |      |
| Haus                              | Erbaut 1840 und 1860      |          | PA00114996    | Inscrit      | 1992  |      |